# Olympische Sommerspiele 1936/Teilnehmer (Bulgarien)
| Gelbes Symbol für Goldmedaillen mit stilisierten Olympischen Ringen | Graues Symbol für Silbermedaillen mit stilisierten Olympischen Ringen | Braundes Symbol für Bronzemedaillen mit stilisierten Olympischen Ringen |
| ------------------------------------------------------------------- | --------------------------------------------------------------------- | ----------------------------------------------------------------------- |
| —                                                                   | —                                                                     | —                                                                       |

Bulgarien nahm an den Olympischen Sommerspielen 1936 in Berlin mit einer Delegation von 28 Sportlern teil. Von ihnen traten 24 bei den Wettkämpfen an. Es waren keine weiblichen Athleten für das Land anwesend.

## Teilnehmer nach Sportarten

### Fechten
- Dimitar Wassilew
Florett, Einzel: Vorrunde
Degen, Einzel: Vorrunde
Säbel, Einzel: Halbfinale

### Leichtathletik
- Boris Charalampiew
Marathon: 36. Platz
- Ljuben Dojtschew
Zehnkampf: 14. Platz

### Radsport
- Kanjo Dschambasow
Straßenrennen, Einzel: 16. Platz
Straßenrennen, Mannschaft: ??
- Nikola Nenow
Straßenrennen, Einzel: ??
Straßenrennen, Mannschaft: ??
- Alexandar Nikolow
Straßenrennen, Einzel: ??
Straßenrennen, Mannschaft: ??
- Genadi Simow
Straßenrennen, Einzel: ??
Straßenrennen, Mannschaft: ??
- Nedju Ratschew
Sprint: 2. Runde
- Boris Dimitrow
1000 Meter Zeitfahren: ??
- Marin Nikolow
4000 Meter Mannschaftsverfolgung: Vorrunde
- Bogdan Jantschew
4000 Meter Mannschaftsverfolgung: Vorrunde
- Georgi Welinow
4000 Meter Mannschaftsverfolgung: Vorrunde
- Sawa Gertschew
4000 Meter Mannschaftsverfolgung: Vorrunde

### Reiten
- Christo Malaktschiew
Vielseitigkeit, Einzel: 10. Platz
Vielseitigkeit, Mannschaft: ??
- Petar Angelow
Vielseitigkeit, Einzel: 17. Platz
Vielseitigkeit, Mannschaft: ??
- Todor Semow
Vielseitigkeit, Einzel: ??
Vielseitigkeit, Mannschaft: ??

### Schießen
- Boris Christow
Kleinkaliber, liegend: 58. Platz

### Turnen
- Neno Mirtschew
Einzelmehrkampf: 66. Platz
Mannschaftsmehrkampf: 13. Platz
Barren: 78. Platz
Bodenturnen: 54. Platz
Pferdsprung: 27. Platz
Reck: 46. Platz
Ringe: 49. Platz
Seitpferd: 86. Platz
- Georgi Dimitrow
Einzelmehrkampf: 93. Platz
Mannschaftsmehrkampf: 13. Platz
Barren: 88. Platz
Bodenturnen: 91. Platz
Pferdsprung: 49. Platz
Reck: 86. Platz
Ringe: 86. Platz
Seitpferd: 108. Platz
- Jowtscho Christow
Einzelmehrkampf: 96. Platz
Mannschaftsmehrkampf: 13. Platz
Barren: 91. Platz
Bodenturnen: 98. Platz
Pferdsprung: 93. Platz
Reck: 99. Platz
Ringe: 84. Platz
Seitpferd: 95. Platz
- Iwan Tschureschki
Einzelmehrkampf: 98. Platz
Mannschaftsmehrkampf: 13. Platz
Barren: 99. Platz
Bodenturnen: 98. Platz
Pferdsprung: 83. Platz
Reck: 95. Platz
Ringe: 74. Platz
Seitpferd: 107. Platz
- Pando Sidow
Einzelmehrkampf: 99. Platz
Mannschaftsmehrkampf: 13. Platz
Barren: 103. Platz
Bodenturnen: 96. Platz
Pferdsprung: 99. Platz
Reck: 97. Platz
Ringe: 85. Platz
Seitpferd: 97. Platz
- Ljuben Obretenow
Einzelmehrkampf: 101. Platz
Mannschaftsmehrkampf: 13. Platz
Barren: 97. Platz
Bodenturnen: 95. Platz
Pferdsprung: 95. Platz
Reck: 104. Platz
Ringe: 102. Platz
Seitpferd: 104. Platz
- Iwan Stojtschew
Einzelmehrkampf: 106. Platz
Mannschaftsmehrkampf: 13. Platz
Barren: 108. Platz
Bodenturnen: 105. Platz
Pferdsprung: 108. Platz
Reck: 106. Platz
Ringe: 90. Platz
Seitpferd: 100. Platz